# Храм Архангела Гавриила (Белгород)
Храм Арха́нгела Гаврии́ла (Свя́то-Гаврии́ловский храм) — православный храм в Белгороде на территории университетского городка Белгородского государственного университета. Храм Архангела Гавриила состоит в ассоциации домовых храмов при ВУЗах Российской Федерации.

## История
Храм возведён по инициативе губернатора Белгородской области Е. С. Савченко. Строительство храма по проекту архитектора Надежды Алексеевны Молчановой было закончено к моменту открытия нового комплекса Белгородского государственного университета. Храм был освящён 2 ноября 2001 г. архиепископом Белгородским и Старооскольским Иоанном в честь Архангела Гавриила.